# Sólnechni
Sólnechni (ruso: Со́лнечный) es un asentamiento de tipo urbano de Rusia. Se ubica geográficamente en la óblast de Tver, pero se halla bajo jurisdicción federal como una localidad cerrada, por lo que se autogobierna como ókrug urbano.
En 2021, el asentamiento tenía una población de 1840 habitantes.
Se ubica en una isla (Gorodomlya) en el centro del lago Seliguer, unos 4 km al norte de la ciudad de Ostáshkov. La citada isla, incluyendo Sólnechni, se enclava en el centro del raión de Ostáshkov sin formar parte del mismo.

## Historia
Fue fundado entre 1928 y 1932 por la Unión Soviética, como un poblado para un centro de investigación sobre la fiebre aftosa. En 1937 se estableció aquí el Instituto Biotecnológico del Ejército Rojo, que hasta entonces estaba investigando armas biológicas en Vlásija, localidad cerrada peligrosamente cercana a Moscú. En los años posteriores a la Segunda Guerra Mundial se abandonaron este tipo de investigaciones y el pueblo pasó a albergar un centro de diseño de cohetes, inicialmente dirigido por ingenieros de la Alemania Oriental. Desde entonces y hasta la actualidad se dedica a la investigación y construcción sobre este tipo de maquinaria. Tras la disolución de la Unión Soviética, Sólnechni fue reconocido oficialmente como localidad en 1994, manteniendo su estatus cerrado por un decreto presidencial de 1995.